# Società Sportiva Juventus Stabia 1994-1995
Questa voce raccoglie le informazioni riguardanti la Società Sportiva Juve Stabia nelle competizioni ufficiali della stagione 1994-1995.

## Stagione
Nella stagione 1994-1995 la Juve Stabia è giunta all'8º posto nel campionato di Serie C1 girone B.

## Rosa 1994-1995
| N. |                   | Ruolo | Calciatore           |
| -- | ----------------- | ----- | -------------------- |
|    | Italia (bandiera) | P     | Fabio Fabbri         |
|    | Italia (bandiera) | P     | Ciro Ambra           |
|    | Italia (bandiera) | D     | Roberto Amodio       |
|    | Italia (bandiera) | D     | Maurizio Caccavale   |
|    | Italia (bandiera) | D     | Gianluca Colavitto   |
|    | Italia (bandiera) | D     | Mariano De Francesco |
|    | Italia (bandiera) | D     | Marco De Simone      |
|    | Italia (bandiera) | D     | Vincenzo Feola       |
|    | Italia (bandiera) | D     | Andrea Veronici      |
|    | Italia (bandiera) | C     | Antonio Bucciarelli  |
|    | Italia (bandiera) | C     | Costanzo Celestini   |
|    | Italia (bandiera) | C     | Sergio Dell'Aquila   |

| N. |                   | Ruolo | Calciatore                 |
| -- | ----------------- | ----- | -------------------------- |
|    | Italia (bandiera) | C     | Antonio Dell'Oglio         |
|    | Italia (bandiera) | C     | Luca Mattei                |
|    | Italia (bandiera) | C     | Giuseppe Monti             |
|    | Italia (bandiera) | C     | Gaetano Musella (capitano) |
|    | Italia (bandiera) | C     | Gennaro Pizzo              |
|    | Italia (bandiera) | C     | Luca Rivi                  |
|    | Italia (bandiera) | C     | Alessandro Romei           |
|    | Italia (bandiera) | C     | Antonio Talevi             |
|    | Italia (bandiera) | A     | Salvatore Bertuccelli      |
|    | Italia (bandiera) | A     | Salvatore Buoncammino      |
|    | Italia (bandiera) | A     | Raffaele Costantino        |
|    | Italia (bandiera) | A     | Francesco Micciola         |

## Risultati

### Campionato

#### Girone di andata
| 28 agosto 1994 1ª giornata | Juventus Stabia | 1 – 0 | Nola |  |

| 4 settembre 1994 2ª giornata | Chieti | 1 – 2 | Juventus Stabia |  |

| 11 settembre 1994 3ª giornata | Juventus Stabia | 1 – 1 | Sora |  |

| 18 settembre 1994 4ª giornata | Siracusa | 5 – 3 | Juventus Stabia |  |

| 25 settembre 1994 5ª giornata | Juventus Stabia | 2 – 1 | Gualdo |  |

| 2 ottobre 1994 6ª giornata | Lodigiani | 1 – 0 | Juventus Stabia |  |

| 9 ottobre 1994 7ª giornata | Juventus Stabia | 3 – 1 | Atletico Catania |  |

| 16 ottobre 1994 8ª giornata | Reggina | 2 – 0 | Juventus Stabia |  |

| 23 ottobre 1994 9ª giornata | Juventus Stabia | 1 – 1 | Empoli |  |

| 6 novembre 1994 10ª giornata | Turris | 1 – 1 | Juventus Stabia |  |

| 13 novembre 1994 11ª giornata | Juventus Stabia | 1 – 1 | Ischia Isolaverde |  |

| 20 novembre 1994 12ª giornata | Avellino | 0 – 0 | Juventus Stabia |  |

| 27 novembre 1994 13ª giornata | Juventus Stabia | 0 – 0 | Siena |  |

| 4 dicembre 1994 14ª giornata | Trapani | 0 – 0 | Juventus Stabia |  |

| 11 dicembre 1994 15ª giornata | Juventus Stabia | 2 – 1 | Barletta |  |

| 18 dicembre 1994 16ª giornata | Casarano | 4 – 0 | Juventus Stabia |  |

| 30 dicembre 1994 17ª giornata | Juventus Stabia | 1 – 0 | Pontedera |  |

#### Girone di ritorno
| 8 gennaio 1995 18ª giornata | Nola | 1 – 0 | Juventus Stabia |  |

| 22 gennaio 1995 19ª giornata | Juventus Stabia | 3 – 1 | Chieti |  |

| 29 gennaio 1995 20ª giornata | Sora | 0 – 1 | Juventus Stabia |  |

| 19 febbraio 1995 21ª giornata | Juventus Stabia | 2 – 1 | Siracusa |  |

| 26 febbraio 1995 22ª giornata | Gualdo | 1 – 1 | Juventus Stabia |  |

| 5 marzo 1995 23ª giornata | Juventus Stabia | 0 – 1 | Lodigiani |  |

| 12 marzo 1995 24ª giornata | Atletico Catania | 2 – 0 | Juventus Stabia |  |

| 19 marzo 1995 25ª giornata | Juventus Stabia | 1 – 1 | Reggina |  |

| 26 marzo 1995 26ª giornata | Empoli | 0 – 1 | Juventus Stabia |  |

| 2 aprile 1995 27ª giornata | Juventus Stabia | 0 – 0 | Turris |  |

| 9 aprile 1995 28ª giornata | Ischia Isolaverde | 0 – 0 | Juventus Stabia |  |

| 23 aprile 1995 29ª giornata | Juventus Stabia | 0 – 0 | Avellino |  |

| 30 aprile 1995 30ª giornata | Siena | 3 – 0 | Juventus Stabia |  |

| 7 maggio 1995 31ª giornata | Juventus Stabia | 1 – 2 | Trapani |  |

| 14 maggio 1995 32ª giornata | Barletta | 1 – 0 | Juventus Stabia |  |

| 21 maggio 1995 33ª giornata | Juventus Stabia | 3 – 0 | Casarano |  |

| 28 maggio 1995 34ª giornata | Pontedera | 1 – 1 | Juventus Stabia |  |